# Oxysarcodexia fringidea
Oxysarcodexia fringidea är en tvåvingeart som först beskrevs av Charles Howard Curran och Walley 1934.  Oxysarcodexia fringidea ingår i släktet Oxysarcodexia och familjen köttflugor.
Artens utbredningsområde är Guyana. Inga underarter finns listade i Catalogue of Life.